# Ary de Azevedo Franco
Ary de Azevedo Franco (Vassouras, 21 de março de 1900 — Rio de Janeiro, 17 de julho de 1963) foi presidente do Bangu Atlético Clube entre 1920 e 1921, Ministro do Supremo Tribunal Federal entre 1956 e 1963 e Presidente do Tribunal Superior Eleitoral entre 1961 e 1963. Foi também um dos fundadores da Faculdade de Direito da UERJ em 1935, sendo Diretor da mesma entre 1942 e 1945, 1948 e 1951, 1954 e 1961.

## Presidente do Bangu
Em 1920 Ary Franco se elegeu para a presidência do Bangu com apenas 19 anos de idade, o presidente mais jovem que o Bangu já teve. Sob sua direção, o Bangu terminou o Campeonato Carioca de Futebol de 1920 na 6ª posição, com 17 pontos (8 vitórias, 1 empate e 9 derrotas).
Em 1921 Ary Franco foi reeleito para presidente e o Bangu fez uma grande campanha no Campeonato Carioca de Futebol de 1921 finalizando-o na 3.ª posição, com 12 pontos (4 vitórias, 4 empates e 4 derrotas).
Em 1922 Ary Franco recusou-se a disputar a presidência, visto que era o seu último ano na Faculdade de Direito da UFRJ e que começara a trabalhar na Empresa Brasileira de Correios e Telégrafos.

## Carreira jurídica
Bacharelou-se pela Faculdade de Direito da então Universidade Federal do Rio de Janeiro, em 27 de dezembro de 1922. Ainda estudante, ingressou, por concurso, na Repartição Geral dos Correios.
Em 2 de outubro de 1928, começou sua vida na Magistratura, como Pretor, por concurso, na 3.ª Pretoria Criminal. Promovido a Juiz de Direito, desempenhou as funções de Presidente do Tribunal do Júri até 17 de janeiro de 1946, quando ascendeu, por merecimento, ao cargo de Desembargador do Tribunal de Justiça do Rio de Janeiro. Exerceu a presidência do órgão, entre 1953 e 1954, e do Tribunal Regional Eleitoral do antigo Distrito Federal, de 1951 a 1954. Foi um dos fundadores da Faculdade de Direito da UERJ em 1935, sendo Diretor da mesma por diversas vezes.

### Supremo Tribunal Federal
Foi nomeado Ministro do Supremo Tribunal Federal, em 31 de janeiro de 1956, por decreto do Presidente Nereu Ramos, na vaga decorrente da aposentadoria do Ministro José Linhares e tomou posse em 1º de fevereiro seguinte. Permaneceu no cargo até a sua morte.

### Tribunal Superior Eleitoral
Integrou o Tribunal Superior Eleitoral como Juiz Substituto a partir de 1957 e foi efetivado a partir de 1959. Foi eleito presidente  em 23 de janeiro de 1961, exercendo as respectivas funções até 20 de março de 1963.

## Morte
Morreu aos 63 anos no Rio de Janeiro, sendo homenageado pelo Supremo Tribunal Federal na mesma data.